# Guldnäktergal
Guldnäktergal (Tarsiger chrysaeus) är en asiatisk tätting i familjen flugsnappare.

## Utseende och läte
Guldnäktergalen är en 15 centimeter lång fågel med orange eller orangebeige undersida och orange stjärtsidor. Hanen har brett orange ögonbrynsstreck, mörk ögonmask och orangefärgade skapularer. Honan är mattare med mindre tydligt ögonbrynsstreck. Ungfåglar har samma stjärtteckning som vuxna fåglar och bleka ben.

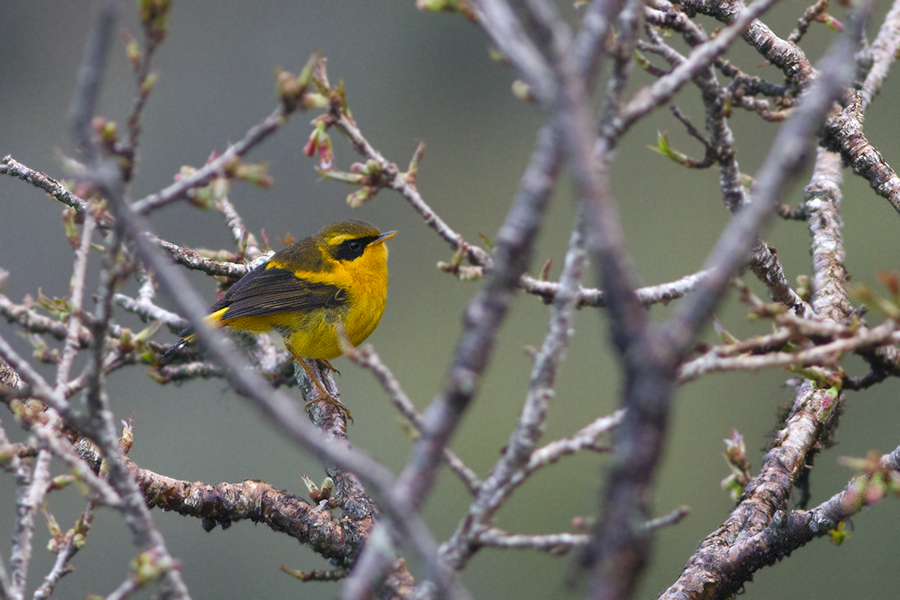
Hane guldnäktergal i Pangolakha Wildlife Sanctuary, östra Sikkim, Indien.

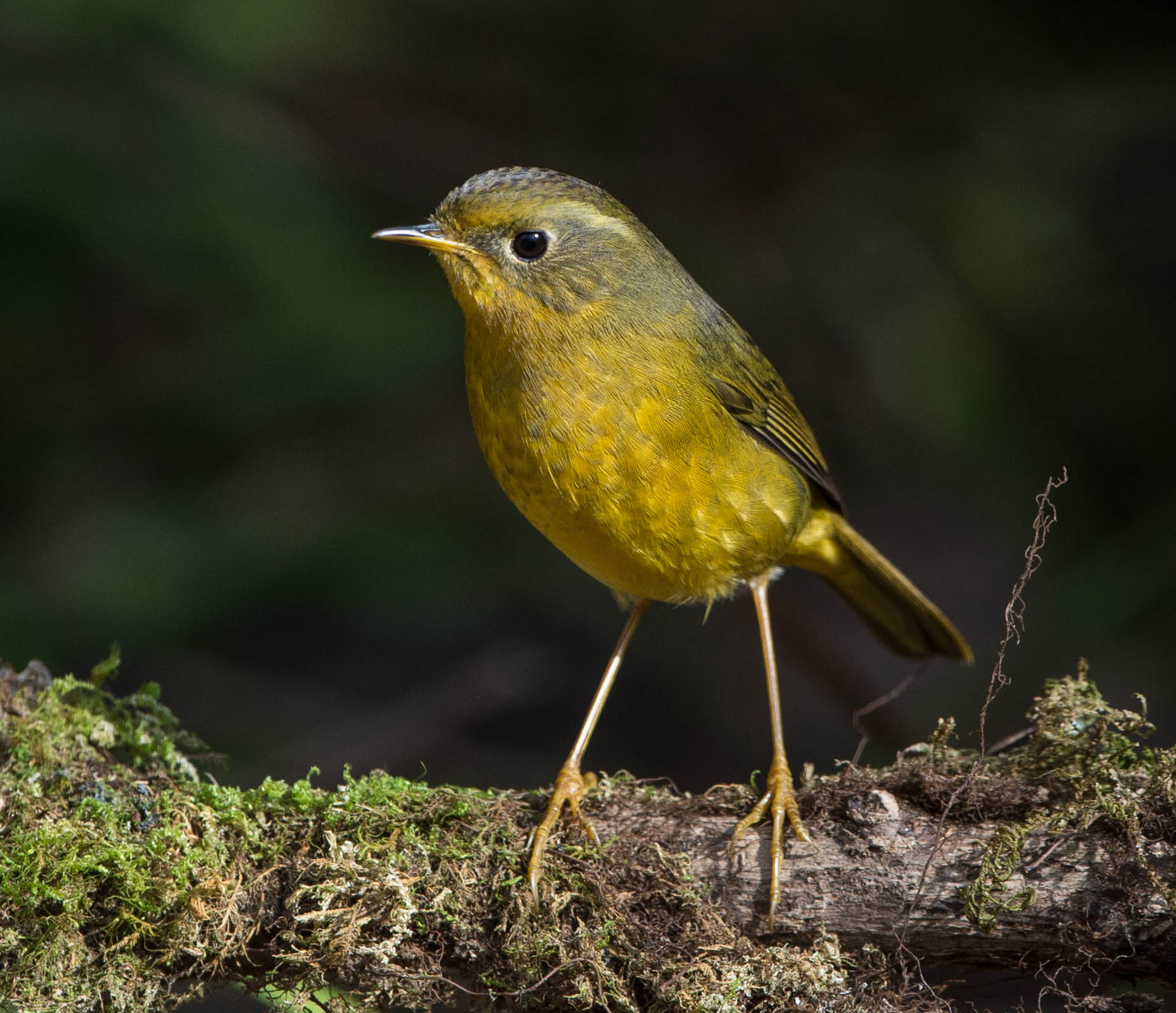
Hona i Chiang Mai, Thailand.

Sången består av en serie rullande och sträva toner, inte lika melodiskt som hos andra Tarsiger-arter.

## Utbredning och systematik
Guldnäktergal delas in i två underarter med följande utbredning:
- Tarsiger chrysaeus whistleri – förekommer i norra Pakistan, Kashmir och nordvästra Indien
- Tarsiger chrysaeus chrysaeus – förekommer i Nepal, nordöstra Indien, norra Myanmar och västra Kina, flyttar till norra Vietnam

### Familjetillhörighet
Arterna i Tarsiger ansågs fram tills nyligen liksom bland andra stenskvättor, rödstjärtar, stentrastar och buskskvättor vara små trastar. DNA-studier visar dock att de är marklevande flugsnappare (Muscicapidae) och förs därför numera till den familjen.

## Levnadssätt
Guldnäktergalen häckar i högbelägna buskmarker och undervegetation i skog. Fågeln födosöker på marken eller i lågt i buskage efter ryggradslösa djur, huvudsakligen insekter. Den kan också göra korta utfall i luften som en flugsnappare efter byten. Den häckar mellan maj och juni i Pakistan. Vintertid rör den sig till lägre nivåer.

## Status och hot
Arten har ett stort utbredningsområde och en stor population med stabil utveckling och tros inte vara utsatt för något substantiellt hot. Utifrån dessa kriterier kategoriserar internationella naturvårdsunionen IUCN arten som livskraftig (LC). Världspopulationen har inte uppskattats men den beskrivs som sällsynt i Pakistan, lokalt vanlig i centrala och östra Himalaya, vanlig i Bhutan och ovanlig i Kina.